# Sweltsa lepnevae
Sweltsa lepnevae is een steenvlieg uit de familie groene steenvliegen (Chloroperlidae). De wetenschappelijke naam van de soort is voor het eerst geldig gepubliceerd in 1977 door Zhiltzova.